# Polypteridae
I Polipteridi (Polypteridae) sono l'unica famiglia di pesci dell'ordine dei Polipteriformi (Polypteriformes). I membri appartenenti a questa famiglia vivono nelle acque interne del continente africano. Di essi, il più noto esemplare venne scoperto nelle acque del Nilo da Etienne Geoffroy de Saint-Hilaire, uno dei naturalisti che accompagnarono Napoleone nella sua campagna d'Egitto.

## Descrizione
I Polipteriformi hanno corpo allungato e talvolta assai slanciato, di forma quasi anguina e completamente rivestito, eccezione fatta per il capo, di spesse scaglie ganoidi e romboidali, articolate fra loro e disposte a formare file oblique, costituenti nell'insieme una solida armatura. La testa, piccola e appiattita, è rivestita di placche ossee, che vengono a costituire una sorta di casco. Il carattere più saliente di questi pesci e quello da cui anzi essi traggono il nome, è da ricercarsi nella conformazione della pinna dorsale, che non è continua, ma suddivisa in numerose brevi pinnule, ciascuna delle quali è sostenuta da un raggio duro e da un certo numero di raggi molli. Non meno peculiari sono le pinne pettorali, di forma lobata e dallo scheletro composto da pezzi ossei omologabili, benché molto lontanamente, all'omero, al radio, al cubito e alle ossa del carpo e delle dita dei Vertebrati terrestri. Le pinne ventrali, qualora presenti, hanno posizione addominale; la pinna anale ha modeste dimensioni e la coda è di tipo dificerco. I Polipteriformi possono raggiungere la lunghezza totale di 1 m, sono provvisti di spiracoli funzionali e di vertebre di tipo olospondilo-anficelico ognuna delle quali possiede due paia di costole, una dorsale e una ventrale. Lo scheletro del cranio ha una struttura assai primitiva, restando in parte cartilagineo e mostrando nell'età adulta un numero limitato di ossificazioni. Interessante è la struttura delle arcate branchiali, alle ultime quattro di queste corrispondono altrettante fessure branchiali, aprentisi posteriormente all'arcata ioidea. I Polipteriformi possiedono una vescica natatoria, che ha grande importanza nella respirazione e si presenta sotto forma di duplice sacco asimmetrico posto al disotto dell'intestino, con il lobo destro esteso fino all'ano e quello sinistro fino allo stomaco. Questi due lobi confluiscono insieme all'estremità anteriore, ove quello destro si apre nell'esofago a mezzo di una glottide, in una fenditura longitudinale. La vescica natatoria, che viene considerata come una specie di polmone e cui giunge sangue ossigenato, non presenta alcuna struttura alveolare, ma le pareti interne sono leggermente pieghettate in senso longitudinale e il fondo inoltre rivestito di cellule pavimentose ciliate. Il cuore si compone di un atrio, di un ventricolo, di un cono arterioso allungato, muscoloso e munito di valvole disposte su sei raggi longitudinali, il cui numero totale può anche essere quello di 54.

## Distribuzione
I Polipteriformi, comparsi sulla Terra nel Cretaceo (ad es. con il gigantesco Bawitius), sono propri delle acque dolci equatoriali e subequatoriali del continente africano. Diffusione maggiore presentano i componenti del genere Polypterus, di cui si ricorda oltre il biscir tipico (Polypterus bichir) diffuso nel Nilo e nei laghi Rodolfo e Ciad, anche il biscir del Congo (Polypterus ornatipinnis) e il biscir di Endlicher (Polypterus endlicheri), abitanti la zona occidentale del continente africano. Propria della parte occidentale dello stesso continente è pure la calamittide del Calabar (Erpetoichthys calabaricus), che, oltre che nel Calabar, vive nelle acque del basso Niger e del Camerun.

## Biologia
I biscir abitano laghi e fiumi a breve distanza dalle rive, là dove le acque siano poco profonde e i fondali fangosi o sabbiosi. Si intrattengono di preferenza nelle anse più quiete e, mentre stanno di giorno generalmente nascosti sul fondo di buche o sotto i ciottoli sommersi, si mostrano di notte particolarmente attivi, spostandosi alla ricerca di prede, sia nuotando con movimenti serpentini del lungo corpo, sia trascinandosi sul fondo a mezzo delle pinne pettorali e ventrali peraltro usate a mo' di vere e proprie zampe. Voracissimi predatori essi si nutrono di anfibi e loro larve, di piccoli pesci, molluschi e vermi limicoli. Durante la stagione secca, i Polipteriformi si vedono spesso costretti a vivere in anguste pozze con scarsissima acqua fangosa, e non di rado anche accade che finiscano per restare pressoché completamente all'asciutto; casi estremi, in cui peraltro essi non muoiono, infossandosi invece nel fango, dove restano in uno stato di vita latente, per ritornare poi alla normalità allorquando, con le nuove piogge, le acque tornino a colmare ancora gli alvei ormai inariditi. In tale periodo di vita latente, essi si avvalgono, per respirare, della vescica natatoria, che permette di utilizzare l'ossigeno atmosferico e quindi di sopravvivere in condizioni così disagiate e fuori del comune per un pesce. Poco noti sono i modi di vita della calamittide del Calabar, che nondimeno si ritiene non debbano differire da quelli dei Polipteri.

### Riproduzione
Ancora poco conosciuti sono i dati riguardanti il ciclo riproduttivo dei Polipteriformi, il cui periodo degli amori cade in genere nei mesi più piovosi (luglio e settembre), salvo per le forme nilotiche per le quali cade sul finire del periodo delle piene. In tale epoca, gli adulti abbandonano i corsi d'acqua da essi frequentati durante la stagione secca, per portarsi nelle zone inondate. Le uova sono assai piccole (presentano dimensioni di 1,3 × 0,9 mm), fortemente adesive e pigmentate; le larve che da esse hanno vita differiscono dagli individui adulti per avere la pinna dorsale continua e per la presenza di branchie esterne munite di doppio ordine di filamenti e vagamente ricordanti quelle di alcuni Anfibi Urodeli. Le larve stesse sono peraltro caratterizzate da una colorazione di fondo dorata, segnata da nere strisce longitudinali, e raggiungono la forma dell'adulto dopo una lenta metamorfosi.

## Classificazione
- Genere Erpetoichthys
  - Erpetoichthys calabaricus - calamittide del Calabar
- Genere Polypterus
  - Polypterus ansorgii - biscir della Guinea
  - Polypterus bichir - biscir del Nilo
  - Polypterus delhezi - biscir barrato
  - Polypterus endlicherii - biscir di Endlicher
  - Polypterus ornatipinnis - biscir del Congo
  - Polypterus palmas - biscir marmorizzato
  - Polypterus polli - biscir di Poll
  - Polypterus retropinnis - biscir dell'Africa occidentale
  - Polypterus senegalus - biscir grigio
  - Polypterus weeksii - biscir chiazzato